# Denizlispor
Denizlispor ist ein Fußballverein aus der südwesttürkischen Provinzhauptstadt Denizli. Nach neun Jahren in der türkischen TFF 1. Lig stieg der Verein 2019 erneut in die Süper Lig auf, wobei sie seit 2021 bis in die TFF 3. Lig abstieg. Die auch Horozlar („Die Hähne“) genannte Mannschaft läuft in Heimspielen in grün-schwarzen Trikots auf und trägt ihre Spiele im Denizli Atatürk Stadı aus, in dem insgesamt 18.745 Sitzplätze vorhanden sind.

## Geschichte

### Vor der Gründung
Bereits am 17. September 1922 gab es eine inoffizielle Gründung des Vereins. Bis zu jenem Jahr war in der Stadt Denizli außer Ringen, kaum eine weitere Sportart verbreitet, sodass die Stadt nach der inoffiziellen Gründung eines Fußballvereins aus sportlicher Sicht eine bedeutende Entwicklung bekam. Die Gründer, die auch gleichzeitig Spieler waren, Kenan Bey, Kadri Özbaş, Şemsi Bey, Mustafa Naili Bey und Hamdi Bey gründeten den Verein Denizli İdman Yurdu.
Das erste, inoffizielle Fußballspiel der Stadt wurde eine Woche nach der Gründung gespielt. Kadir Abanoğlu, Kadri Özbaş, Acemoğlu Rıza Bey, Fehmi Bey, Vasfi Bozkaya und Öğretmen Nevzat Bey waren die ersten Fußballspieler. Da es noch keine Fußballplätze gab, trainierte man ab dem 1. Oktober 1922 auf neutralem Boden. Als Abgrenzung der Tore wurden jeweils zwei Jacken auf den Boden gelegt, um so ein Fußballspiel zu ermöglichen.
Acht Jahre später, im Jahr 1930, wurde der Verein erweitert, wobei man mit dem ebenfalls inoffiziell neugegründeten Verein Menderes Gençlik zusammentrainierte. 1936 fusionierten die beiden Vereine Denizli İdman Yurdu und Menderes Gençlik. Als neuer Name wurde Denizlispor bekanntgegeben. Bis 1966 nahm man an keinen offiziellen Ligen teil, weil man noch keine Lizenz für den Spielbetrieb hatte.

### Das 20. Jahrhundert

#### Professionalisierung
Anfang der 1960er Jahre beschloss der türkische Fußballverband ein Projekt zu starten, wodurch alle Provinzen der Türkei am Profifußballgeschehen teilhaben konnten. Im Zuge dessen beschloss die Provinz Denizli die Auflagen des türkischen Fußballverbandes zu erfüllen und eine standhafte Mannschaft für den Profifußball zu stellen.
Am 26. Mai 1966 wurde die Mannschaft offiziell gegründet. Bei einer Vollversammlung der Vereine Denizlispor, Çelik Yeşilspor und Pamukkale Gençlik kam man zum Beschluss, einen Antrag beim türkischen Fußballverband zu stellen. Man einigte sich zudem drauf, den Namen Denizlispor dem Verband zu melden. Dieser stimmte dem Antrag zu, sodass Denizlispor am 14. Juli 1966 in die zweite türkische Liga aufgenommen wurde. Durch den erlangten Profistatus erfolgte auch eine neue Strukturierung und ein Neuaufbau des Vereins. Die Mannschaft wurde von dem Gouverneur der Provinz Denizli, Nezih Okuş, und dem damaligen Präsidenten des türkischen Fußballverbandes, Orhan Şeref Apak, maßgeblich unterstützt.
Als Vereinsfarben wurden Schwarz und Grün vorgestellt. Der erste Präsident war Dr. Samim Gök; die anderen Vereinsmitglieder waren Fuat Özen, Birol Ünder, İlhami Süner, Şükrü Sarıoğlu, Atilla Sayıner und Yakup Ünel.
Nachdem der Vorstand gegründet worden war, machte man sich auf die Suche nach einem Cheftrainer für die Mannschaft. Drei Mitglieder des siebenköpfigen Vorstands begaben sich nach Izmir, um Altan Santepe ein Vertragsangebot zu unterbreiten. Er legte den drei Mitgliedern 30 Bedingungen vor, die mit der Zeit erfüllt werden mussten. Als die Mitglieder den Forderungen von Santepe zustimmten, war der erste Trainer gefunden.

#### Nach 1966
Das erste offizielle Fußballspiel wurde am 11. September 1966 auswärts gegen Beyoğluspor ausgetragen, welches man mit 1:3 verlor. Das erste Tor für Denizlispor, in einem offiziellen Spiel, erzielte der Spieler Ati Göksü in der 20. Spielminute. Der erste Sieg gelang eine Woche später gegen Altındağspor, als man das Spiel mit 1:0 gewinnen konnte.
In der ersten Saison in der Geschichte des Vereins belegte man am Ende den 7. Platz. Die darauffolgenden drei Spielzeiten beendete man die Saison als Zweiter bzw. Dritter.

#### Erstmaliger Aufstieg in die Süper Lig
Nach 17 Jahren in der zweiten Liga wurde man am Ende der Saison 1982/83 Meister und stieg somit auch erstmals in die erste Liga auf. Die erste Saison beendete man auf einem beachtlichen 7. Platz. Eine Saison später wurde man 16. in der Liga, welches normalerweise den Abstieg in die zweite Liga bedeutet hätte. Jedoch beschloss der türkische Fußballverband, die erste Liga in der darauffolgenden Saison auf 19 Fußballmannschaften aufzustocken, sodass Denizlispor erstklassig bleiben konnte.

#### Zwischen Süper Lig und 2. Liga
Am Ende der Saison 1987/88 stieg man nach fünf Jahren in der höchsten türkischen Liga wieder in die Zweitklassigkeit ab. Nach sechs Spielzeiten in der zweiten Liga erfolgte als Vizemeister in der Saison 1993/94 erneut der Aufstieg in die höchste Liga. Man konnte jedoch nur zwei Saisons die Klasse halten, sodass man nach drei schwachen Spielzeiten erneut in die zweite Liga abstieg. So kurz wie der Aufenthalt in der ersten Liga war, umso schneller gelang die Rückkehr in das Oberhaus. In der Saison 1997/98 verpasste man den Aufstieg nur knapp, als man erst in den Play-offs scheiterte. Eine Saison später stieg man als Vizemeister, punktgleich mit dem Meister Vanspor, in die erste Liga auf, sodass Denizlispor nach zweijähriger Abstinenz wieder am Wettbewerb der 1. Lig teilnahm.

### Das 21. Jahrhundert

#### UEFA Intertoto Cup 2001
Nach dem erneuten Aufstieg in die 1. Lig gelangen dem Verein beachtliche Erfolge, u. a. der Halbfinaleinzug im türkischen Pokal in der Saison 2001/02, 2004/05 und 2005/06.
In der Saison 2000/01 wurde man vom türkischen Verband für den UEFA Intertoto Cup (kurz UI-Cup) gemeldet. Der Hintergrund, wieso man als 11. Platzierter gemeldet wurde, war, dass die eigentlich qualifizierten Vereine den UI-Cup als „unnötig“ und als „zusätzliche Belastung“ angesehen und deshalb freiwillig auf eine Teilnahme verzichtet hatten.
|                 | Gesamt |             | Hinspiel | Rückspiel |
| --------------- | ------ | ----------- | -------- | --------- |
| NK Čelik Zenica | 6:3    | Denizlispor | 1:0      | 5:3       |

Denizlispor bekam in der 1. Runde den bosnisch-herzegowinischen Verein NK Čelik Zenica zugelost. Beim internationalen Debüt verlor man das Hinspiel auswärts mit 0:1, obwohl man mit einer jungen Mannschaft ein gutes Spiel ablegte. Das Rückspiel ging trotz einer 1:0-Führung noch mit 3:5 verloren, sodass man bereits nach der 1. Runde ausgeschieden war.

#### UEFA-Pokal 2002/03
Die Höhepunkte der Vereinsgeschichte sind die Spielzeiten 2001/02 bis 2004/05. Mit dem Trainer Rıza Çalımbay belegte man in der Saison 2001/02 erstmals in der Süper Lig den 5. Tabellenplatz, der an der Teilnahme am UEFA-Pokal berechtigte, und damit die beste Platzierung in der gesamten Vereinsgeschichte.
|             | Gesamt    |             | Hinspiel  | Rückspiel |
| ----------- | --------- | ----------- | --------- | --------- |
| Denizlispor | (a)3:3(a) | FC Lorient  | 2:0 (1:0) | 1:3 (1:1) |
| Sparta Prag | 1:2       | Denizlispor | 1:0 (1:0) | 0:2 (0:1) |

In der 1. Runde konnte man den französischen Vertreter FC Lorient bezwingen, als es nach Hin- und Rückspiel 3:3 stand. Aufgrund der Auswärtstorregel gelang Denizlispor der Sprung in die zweite Runde. Als Gegner in der 2. Runde wurde der tschechische Rekordmeister Sparta Prag zugelost. Das Hinspiel in Prag wurde trotz großen Kampfes mit 0:1 verloren. Denizlispor wurden keine realistischen Chancen mehr zugerechnet, unter anderem auch dadurch, weil Sparta Prag in dieser Saison das fünfte Mal hintereinander Meister in Tschechien wurde. Das Rückspiel in Denizli konnte man durch zwei Tore von Mustafa Özkan mit 2:0 für sich entscheiden, sodass die Sensation aus Sicht der Türken perfekt war.
|             | Gesamt |                | Hinspiel | Rückspiel |
| ----------- | ------ | -------------- | -------- | --------- |
| Denizlispor | 1:0    | Olympique Lyon | 0:0      | 1:0 (1:0) |

In der dritten Runde traf man erneut auf einen französischen Vertreter, denn mit Olympique Lyon hatte man wieder einen Meister als Gegner, der als Dritter aus der Gruppenphase der Champions League für den UEFA-Pokal spielberechtigt war. Denizlispor hatte im ersten Spiel Heimrecht und musste durch den Dreifachbetrieb (Meisterschaft, Liga-Pokal und UEFA-Pokal) einige verletzte und gelb-gesperrte Spieler ersetzen. In Denizli erkämpfte man sich ein 0:0-Unentschieden und rechnete sich so, trotz der scheinbar übermächtigen Mannschaft Lyons (französische Nationalspieler wie Grégory Coupet und Sidney Govou), Chancen für das Achtelfinale aus. Zudem betrug der Marktwert des Kaders von Olympique Lyon mehr als das 20-fache von dem Kader Denizlispor’s. Das Rückspiel in Lyon begann für den türkischen Außenseiter vielversprechend, als Denizlispors Torgarant Mustafa Özkan in der 6. Spielminute zum 1:0 traf. Die Defensive mit Servet Çetin, Roman Kratochvíl, Bülent Ertuğrul und allen voran Torwart Dirk Heinen legten ein überragendes Spiel ab und verhinderten eine Menge an Torchancen. Nach 90 Minuten war – aus türkischer Sicht – das Wunder geschehen und man gewann das Spiel auswärts mit 1:0 und zog in das Achtelfinale ein. Als die Mannschaft zurück nach Denizli flog, wurde sie beim Empfang von den Fans stundenlang gefeiert. Zusammen mit Beşiktaş Istanbul, die ebenfalls in das Achtelfinale des UEFA-Pokals einzogen, wurden beide Teams in der Türkei wie Nationalhelden gefeiert.
|          | Gesamt |             | Hinspiel  | Rückspiel |
| -------- | ------ | ----------- | --------- | --------- |
| FC Porto | 8:3    | Denizlispor | 6:1 (0:0) | 2:2 (0:1) |

Im Achtelfinale unterlag man deutlich im Hinspiel dem FC Porto, der mit Stars wie Deco, Ricardo Costa, Ricardo Carvalho oder José Mourinho als Trainer auflief. Zur Halbzeit konnte man noch ein 0:0 halten, jedoch brach man in der zweiten Halbzeit ein und musste sich dem in allen Belangen besseren Team mit 1:6 geschlagen geben. Im Rückspiel gelang ein beachtliches 2:2-Unentschieden gegen den späteren UEFA-Pokal-Sieger, sodass man sich ehrenvoll von der europäischen Bühne verabschiedet hat.
Ab diesem Zeitpunkt machte sich Denizlispor national einen Namen und galt fortan als „Favoritenschreck“ der vier großen Vereine der Türkei (Galatasaray Istanbul, Fenerbahçe Istanbul, Beşiktaş Istanbul und Trabzonspor).

#### Klassenerhalt 2005/06
In der Saison 2005/06 spielte Denizlispor das wichtigste Spiel in der gesamten Saison am letzten Spieltag. Mit einem 1:1 (0:0) gegen Fenerbahçe Istanbul (mit Trainer Christoph Daum) erreichte der Verein nicht nur den Klassenerhalt, sondern verhinderte auch den Gewinn der Meisterschaft seines Gegners. Eine außergewöhnliche Leistung während des 106 Minuten andauernden Spiels (16 Minuten Nachspielzeit aufgrund mehrerer Toilettenpapierrollen, die von den Zuschauern auf das Spielfeld geworfen wurden) bot Torwart Souleymanou Hamidou, der scheinbar unhaltbare Schüsse auf sein Tor abwehrte. Nachdem Mustafa Keçeli in der 89. Minute Denizlispor in Führung brachte, glich Tuncay Şanlı in der fünften Minute der Nachspielzeit aus. Nach diesem Spiel wurde die Mannschaft von Fenerbahçe Istanbul für ihren Leichtsinn und die sicher geglaubte Meisterschaft von den Medien heftig kritisiert und verhöhnt – die Presse bezeichnete das Spiel unter anderem als Yüzyılın travması („Das Trauma des Jahrhunderts“) und Denizli faciası („Die Katastrophe von Denizli“).
Seit diesem Spiel wird Denizlispor als der „Angstgegner“ von Fenerbahçe Istanbul gesehen.

#### Abstieg aus der Süper Lig und Vereinsumbenennung
Nach 11 teilweise sehr erfolgreichen Jahren (siehe oben) stieg der Klub am Ende Saison 2009/10 in die TFF 1. Lig ab.
Am 21. September 2013 einigte man sich mit dem Krankenhaus Tekden auf ein dreijähriges Namen-Sponsoring. Nach circa einem Jahr wurde das Vertragsverhältnis jedoch in gegenseitigem Einverständnis aufgelöst. In dieser Zeit lief der Verein unter dem Namen Tekden Denizlispor auf. Nach der Vertragsauflösung wurde der Zusatz Tekden wieder aus dem Vereinsnamen entfernt.
Am 16. Februar 2019 wurde mit der Firma Abalıoğlu aus Denizli bis zum Ende der Saison 2018/19 ein Namens- und Trikotsponsoring abgeschlossen. Der Verein ist in dieser Zeit, insgesamt für 13 Meisterschaftsspiele, unter dem Namen Abalı Denizlispor aufgelaufen.

#### Wiederaufstieg nach neun Jahren
Die Saison 2018/19 verlief für Denizlispor sehr erfolgreich. Nach dem frühen Trainerwechsel, Yücel İldiz ersetzte nach dem 8. Spieltag Osman Özköylü, erfuhr die Mannschaft einen Aufschwung. Mit dem neuen Trainer verlor man in 24 Begegnungen lediglich ein Spiel, sodass nach neun Jahren Abstinenz der Aufstieg in die Süper Lig gelang. Am vorletzten Spieltag gewann Denizlispor im ausverkauften Denizli Atatürk Stadı gegen Karabükspor mit 6:0 und machte so den vorzeitigen Aufstieg perfekt. Mit dem Sieg gegen İstanbulspor am letzten Spieltag konnte, neben dem Aufstieg in die Erstklassigkeit, zusätzlich die Meisterschaft der TFF 1. Lig gefeiert werden.
Kurz nach dem Aufstieg wurde bekanntgegeben, dass mit dem in Deutschland ansässigen Unternehmen Yukatel ein fünfjähriges Namen- und Trikotsponsoring abgeschlossen wurde.

## Titel und Erfolge

### International
- UEFA-Pokal:
  - Achtelfinale 2002/03

### National
- Süper Lig:
  - 5. Platz 2001/02, 2003/04
  - 6. Platz 2004/05
- TFF 1. Lig:
  - Meisterschaft 1982/83, 2018/19
  - Vizemeisterschaft 1993/94, 1998/99
  - Aufstieg in die Süper Lig 1982/83, 1993/94, 1998/99, 2018/19
- Türkischer Fußballpokal:
  - Halbfinale 1984/85, 2001/02, 2004/05, 2005/06
- TSYD-Pokalsieger (Izmir):
  - 1996/97, 2000/01

## Ligazugehörigkeit
Siehe auch: Denizlispor/Namen und Zahlen
- 1. Liga: 1983–1988, 1994–1997, 1999–2010, 2019–2021

- 2. Liga: 1966–1983, 1988–1994, 1997–1999, 2010–2019, 2021–2023
- 3. Liga: 2023–2024
- 4. Liga: seit 2024

## Rekordspieler
| Rang                | Name             | Einsätze | Zeitraum  |
| ------------------- | ---------------- | -------- | --------- |
| 01.                 | Roman Kratochvíl | 199      | 2002–2009 |
| 02.                 | Serhat Gülpınar  | 171      | 2002–2008 |
| 03.                 | Kenan Atay       | 163      | 1983–1988 |
| 04.                 | Zafer Derici     | 161      | 1983–1988 |
| 04.                 | Zafer Dinçer     | 161      | 1983–1988 |
| 05.                 | Ertan Öznur      | 153      | 1964–1975 |
| 06.                 | Tomáš Abrahám    | 145      | 2004–2009 |
| 07.                 | Bülent Ertuğrul  | 142      | 2001–2008 |
| 08.                 | Levent Kartop    | 139      | 1996–2006 |
| 09.                 | Hüseyin Şengül   | 136      | 1983–1988 |
| 10.                 | Erhan Yığ        | 135      | 1983–1988 |
| Stand: 2. März 2016 |                  |          |           |

| Rang                | Name              | Tore | Einsätze | Tor/Spiel |
| ------------------- | ----------------- | ---- | -------- | --------- |
| 01.                 | Zafer Dinçer      | 46   | 161      | 0,29      |
| 02.                 | Hüseyin Şengül    | 36   | 136      | 0,26      |
| 03.                 | Veysel Cihan      | 32   | 96       | 0,33      |
| 03.                 | Roman Kratochvíl  | 32   | 199      | 0,16      |
| 04.                 | Ersen Martin      | 31   | 88       | 0,35      |
| 05.                 | Yusuf Şimşek      | 30   | 134      | 0,22      |
| 06.                 | Serhat Gülpınar   | 26   | 171      | 0,15      |
| 07.                 | Ali Yalçın        | 25   | 126      | 0,2       |
| 08.                 | Coşkun Birdal     | 23   | 78       | 0,29      |
| 09.                 | Bahtiyar Yorulmaz | 17   | 51       | 0,33      |
| 10.                 | Ömer Rıza         | 16   | 60       | 0,27      |
| 10.                 | Timuçin Bayazıt   | 16   | 127      | 0,13      |
| Stand: 2. März 2016 |                   |      |          |           |

## Bekannte ehemalige Spieler
| - Tomáš Abrahám - Bülent Akın - Yaşar Alemdaroğlu - Çağdaş Atan - Kenan Atay - Mesut Bakkal - Özgür Bayer - Henrich Benčík - Džemal Berberović - Timuçin Bayazıt - Hakan Biçici - Çağlar Birinci - Ahmet Cebe - İbrahim Çelik - Servet Çetin - Hüzeyfe Doğan - Abdel Zaher El-Saka - Cenk Gönen - Serhat Gülpınar - Souleymanou Hamidou - Ahmed Hassan | - Dirk Heinen - Tolunay Kafkas - Levent Kartop - Mustafa Keçeli - Roman Kratochvíl - Süleyman Küçük - Ersen Martin - Miikka Multaharju - Ilija Najdoski - Mustafa Özkan - Ömer Rıza - Cristian Săpunaru - Yusuf Şimşek - Ali Tandoğan - Selim Teber - Ali Yalçın - Ersun Yanal - Erhan Yığ - Hasan Yiğit - Souleymane Youla |

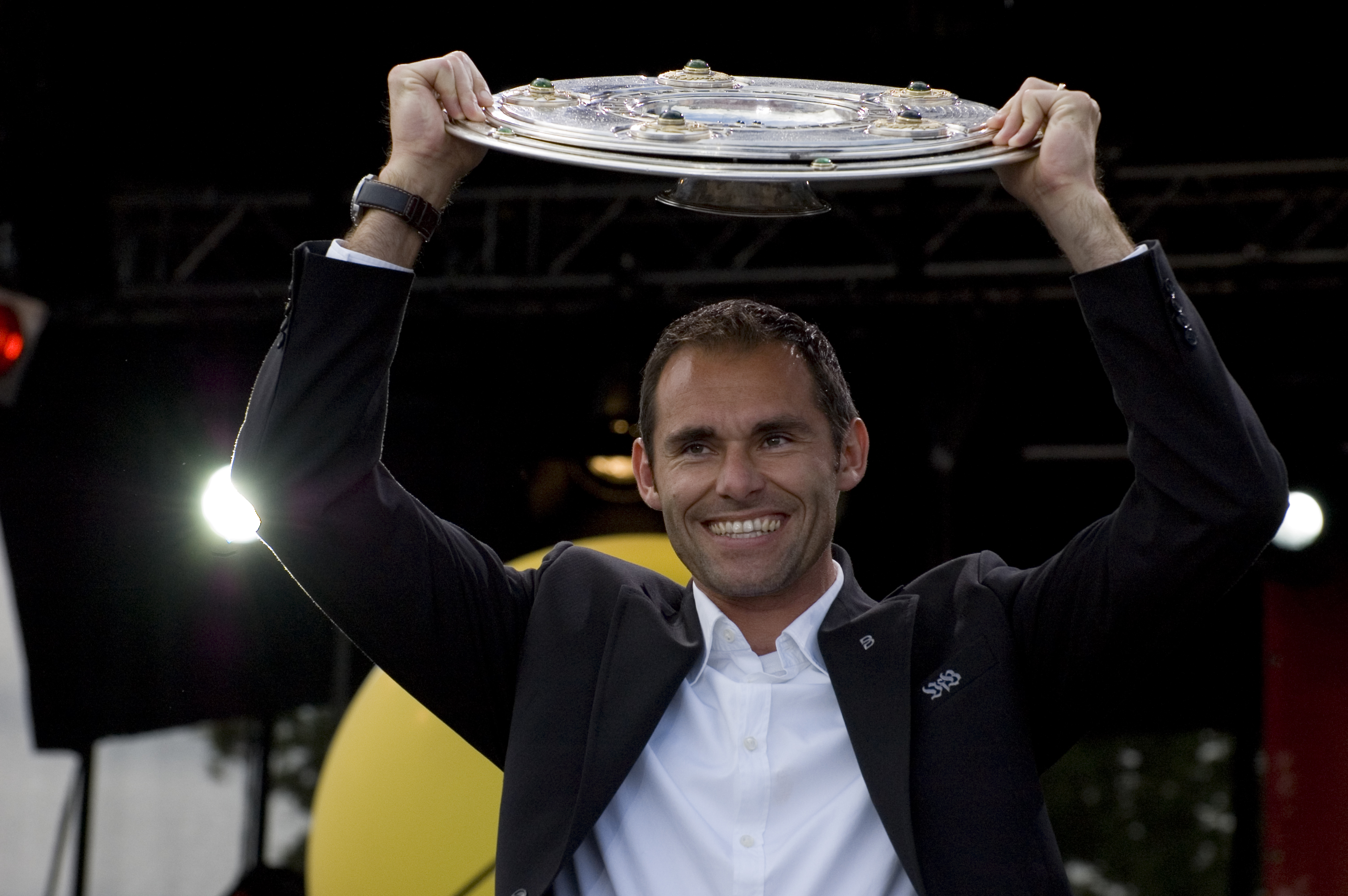
Dirk Heinen
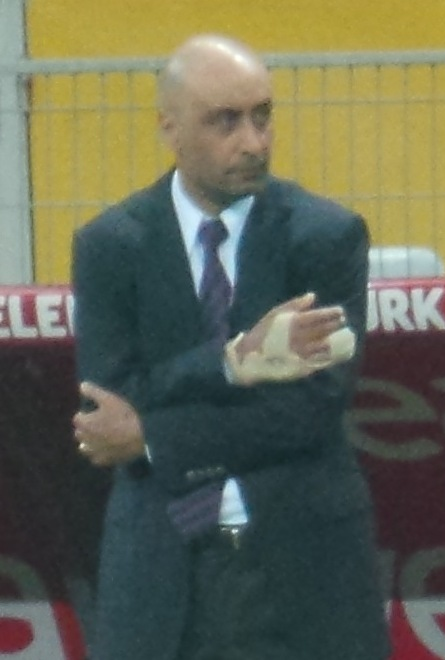
Tolunay Kafkas
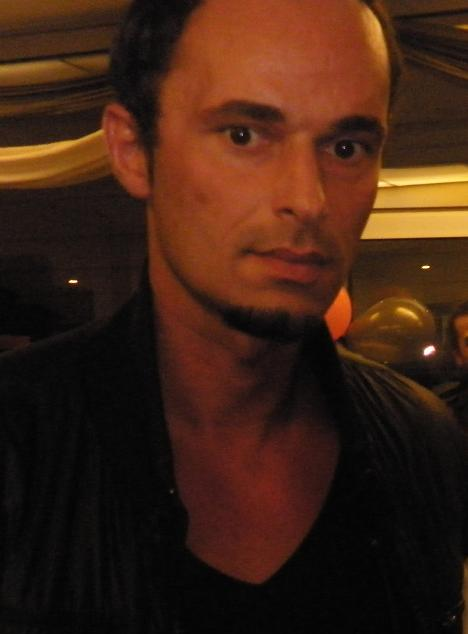
Ersen Martin
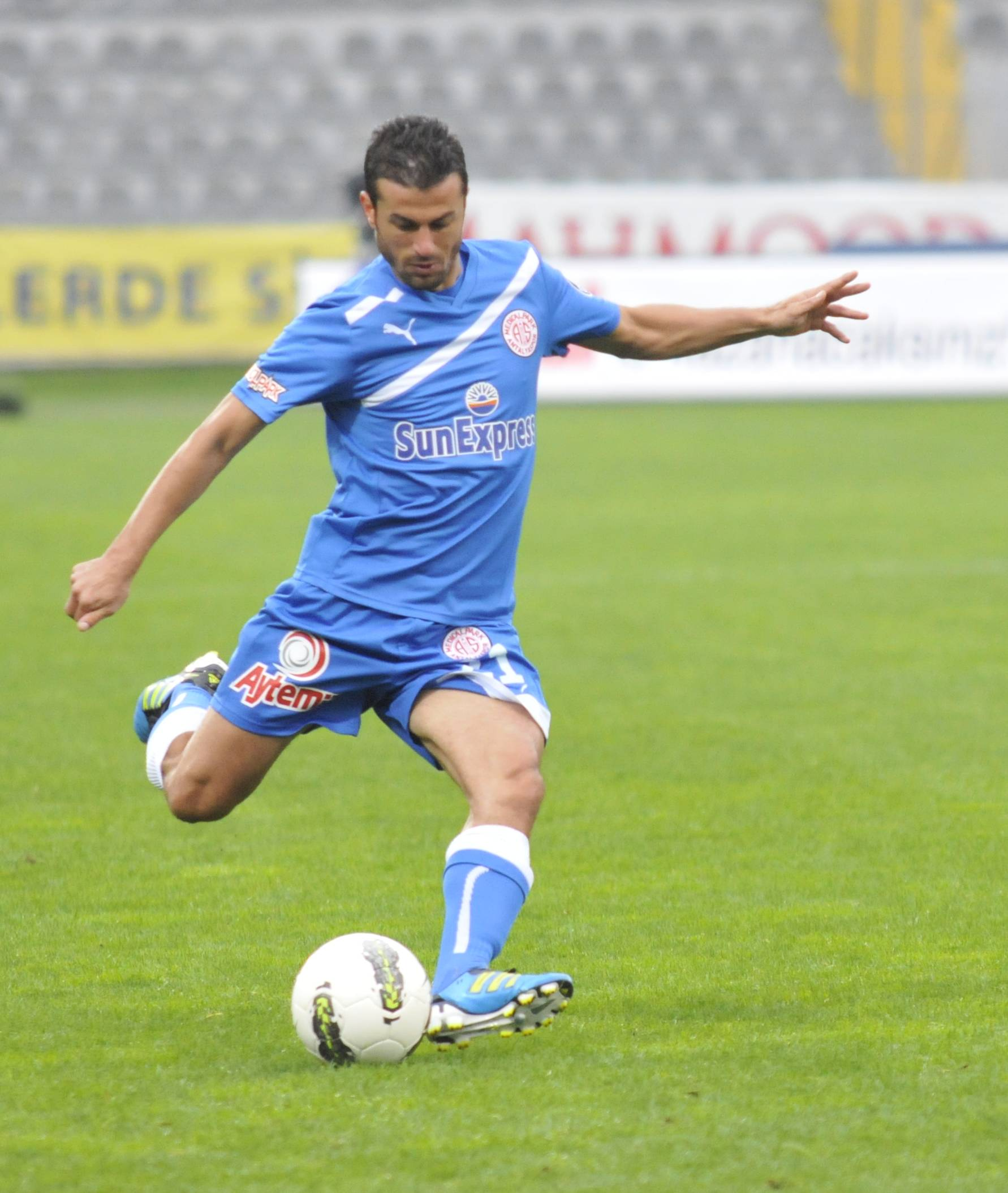
Ali Tandoğan
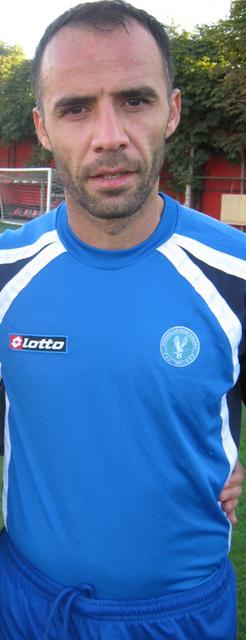
Bülent Akın
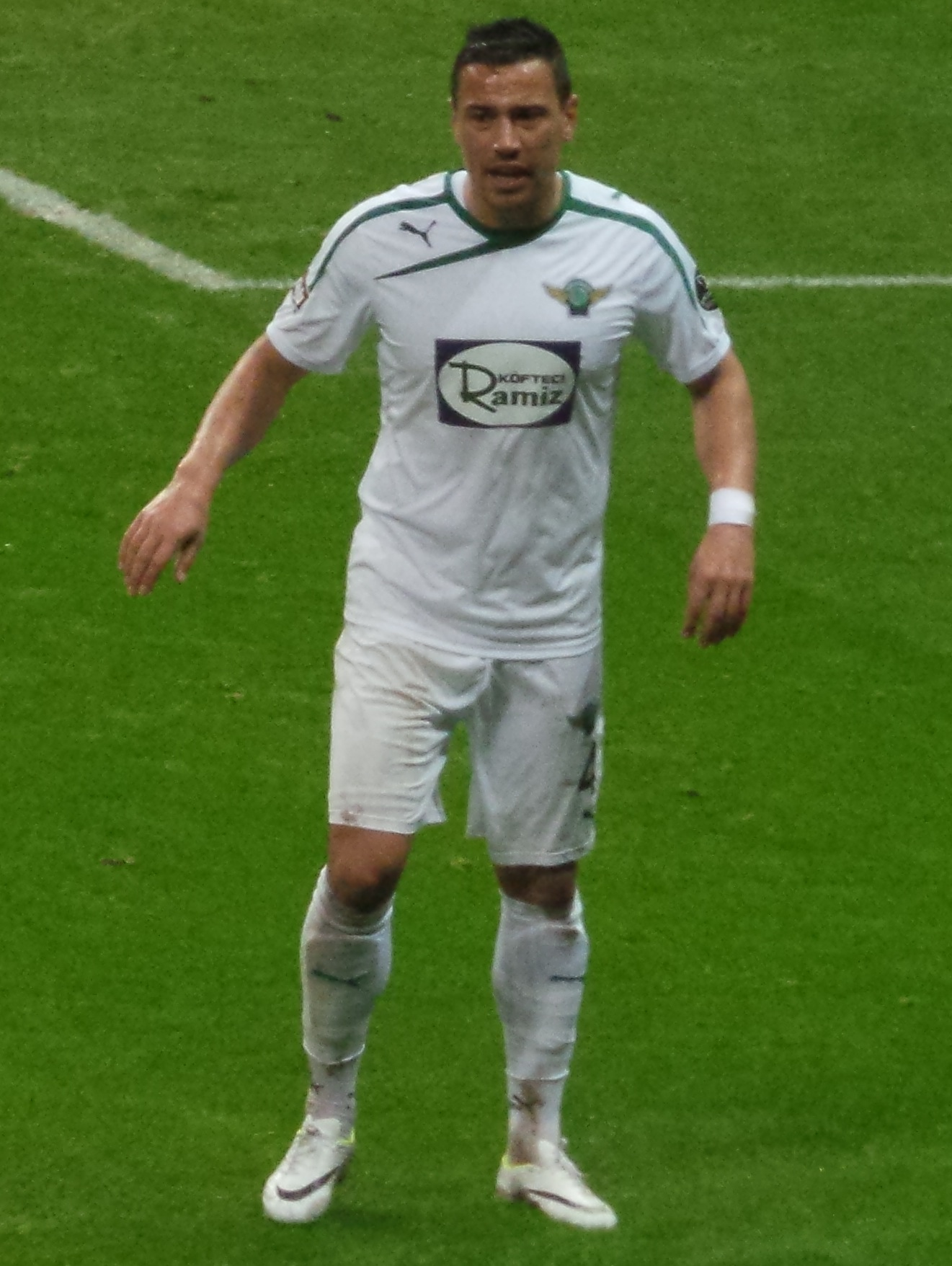
Çağdaş Atan
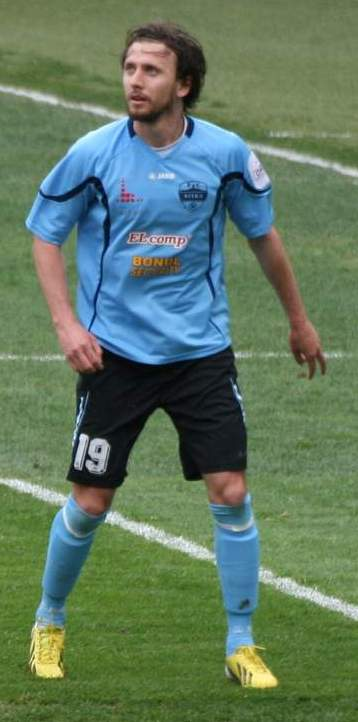
Henrich Benčík
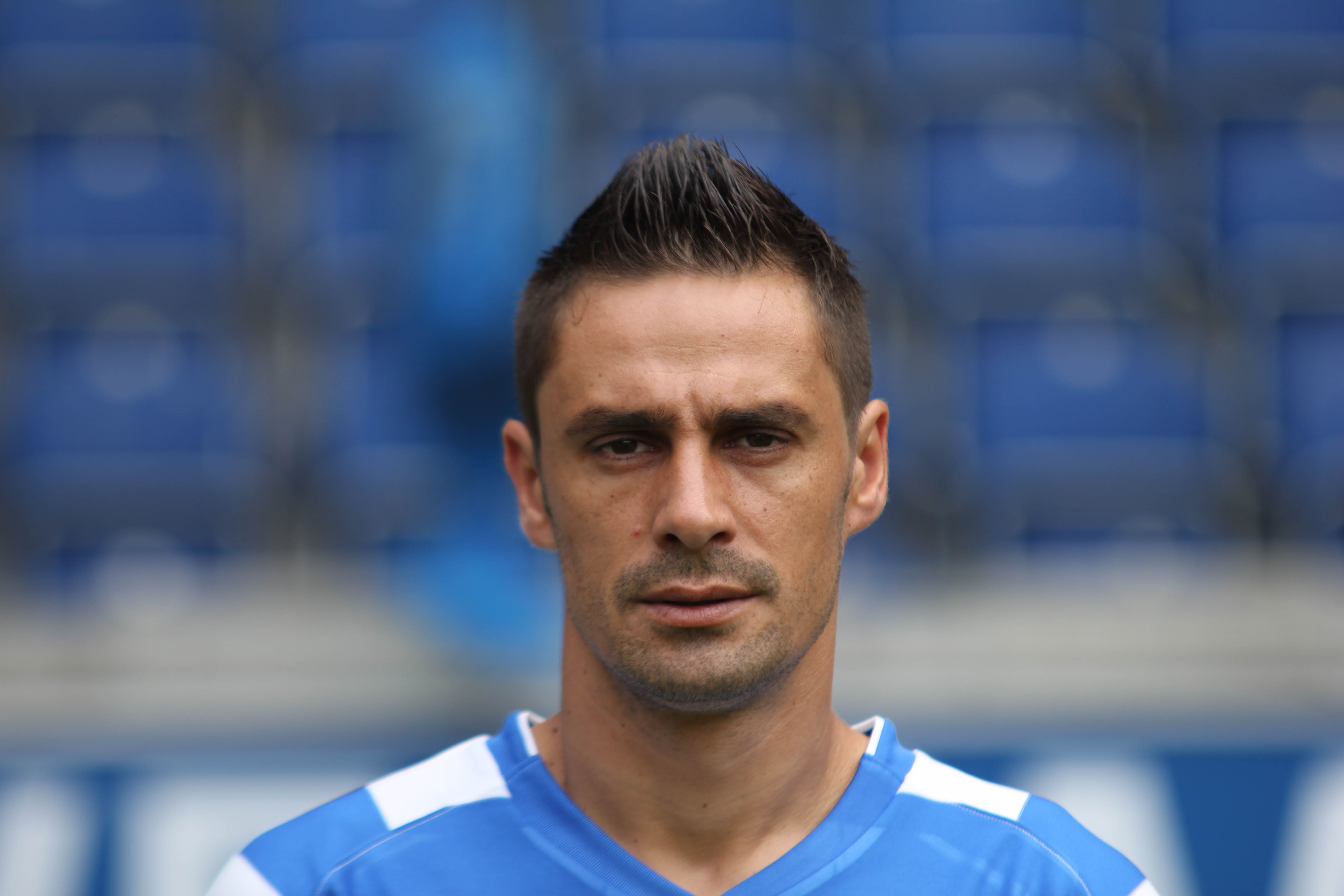
Džemal Berberović
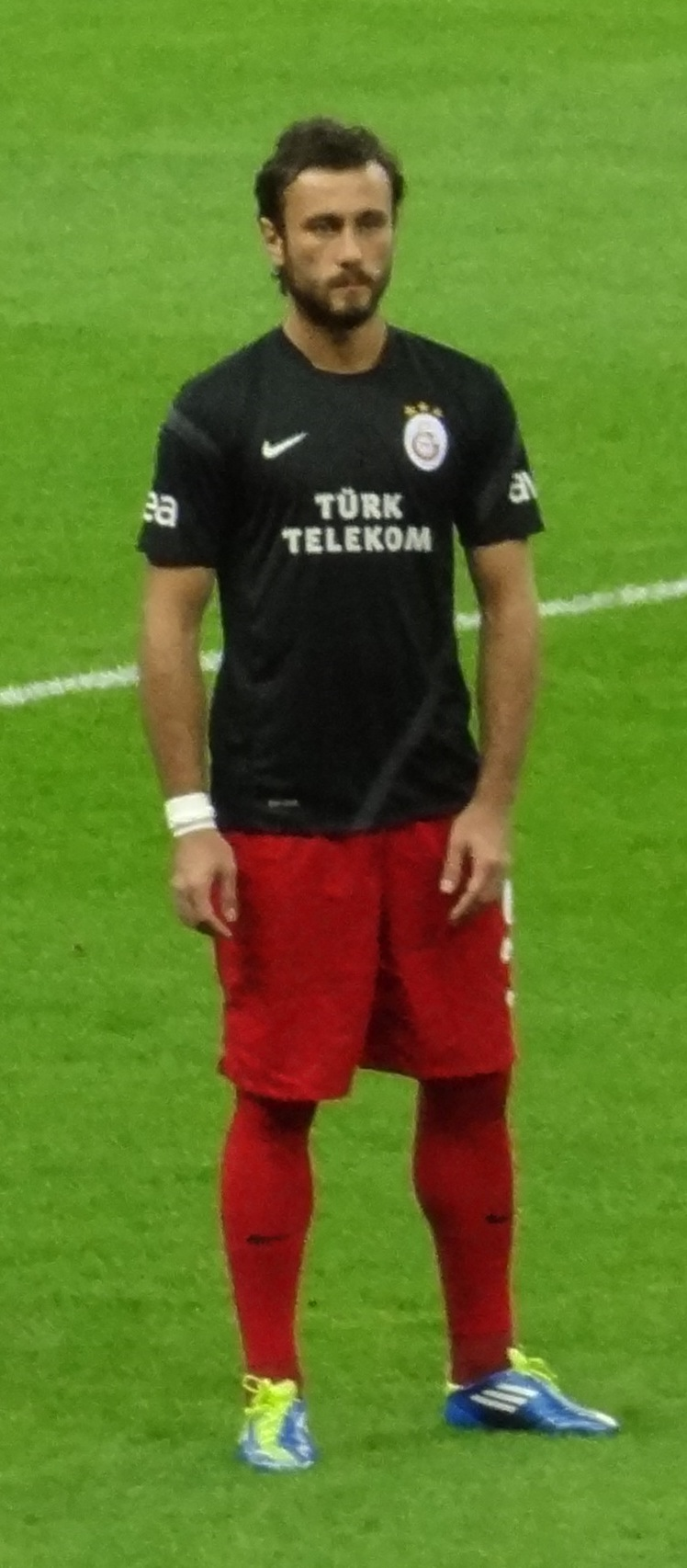
Çağlar Birinci
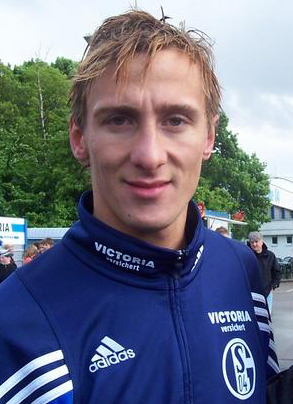
Ahmet Cebe
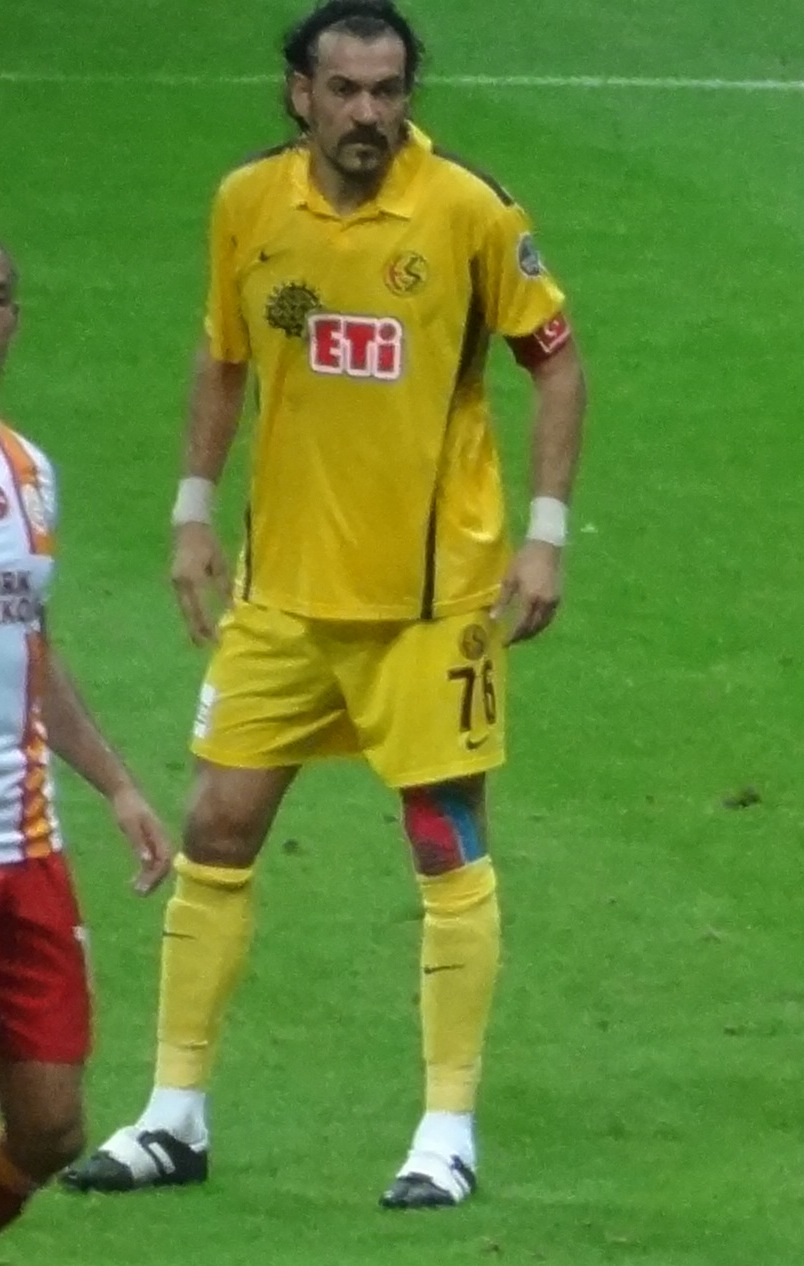
Servet Çetin
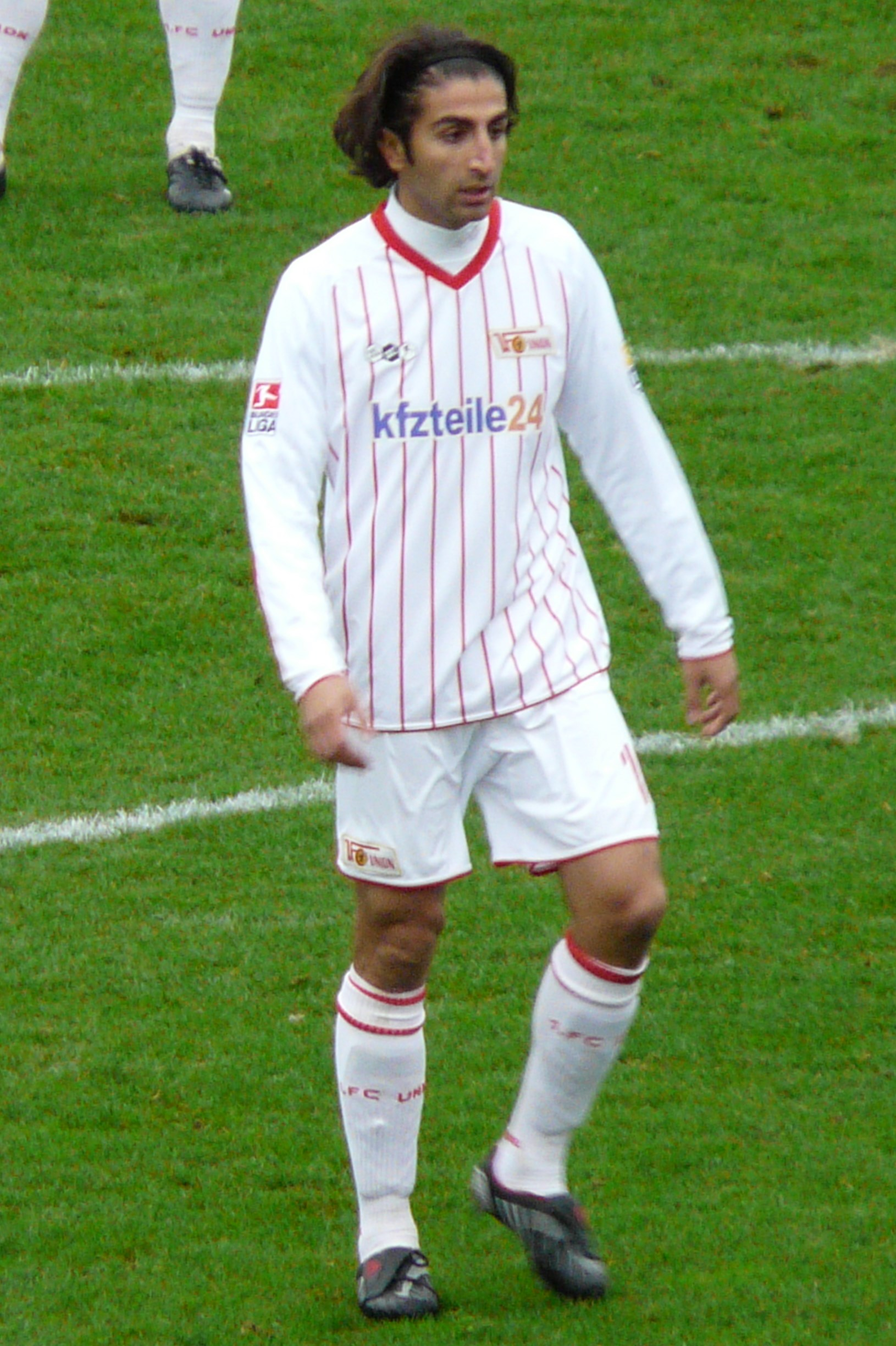
Hüzeyfe Doğan
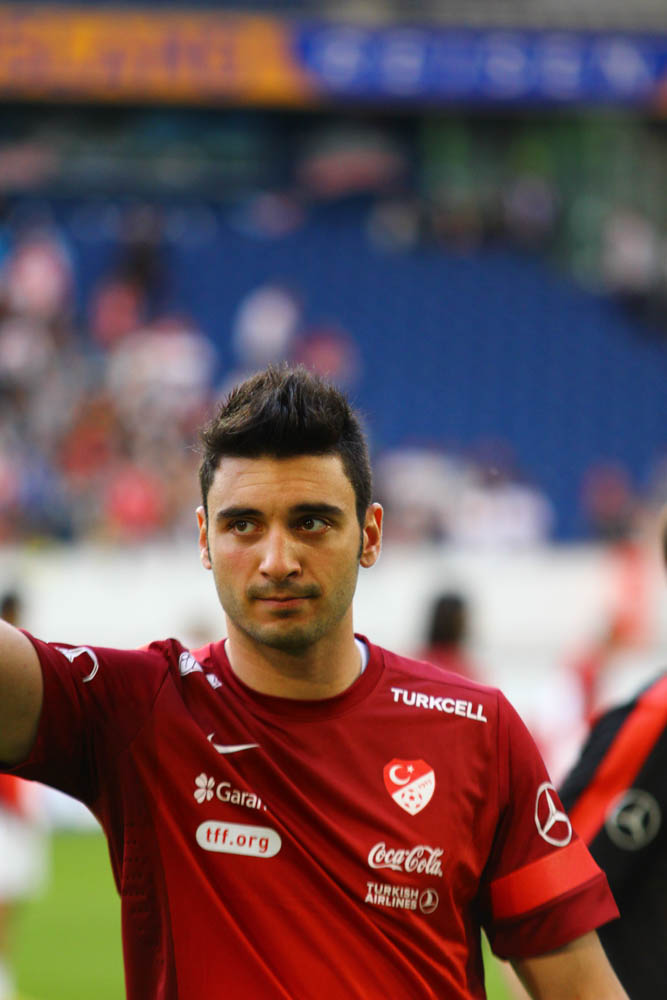
Cenk Gönen
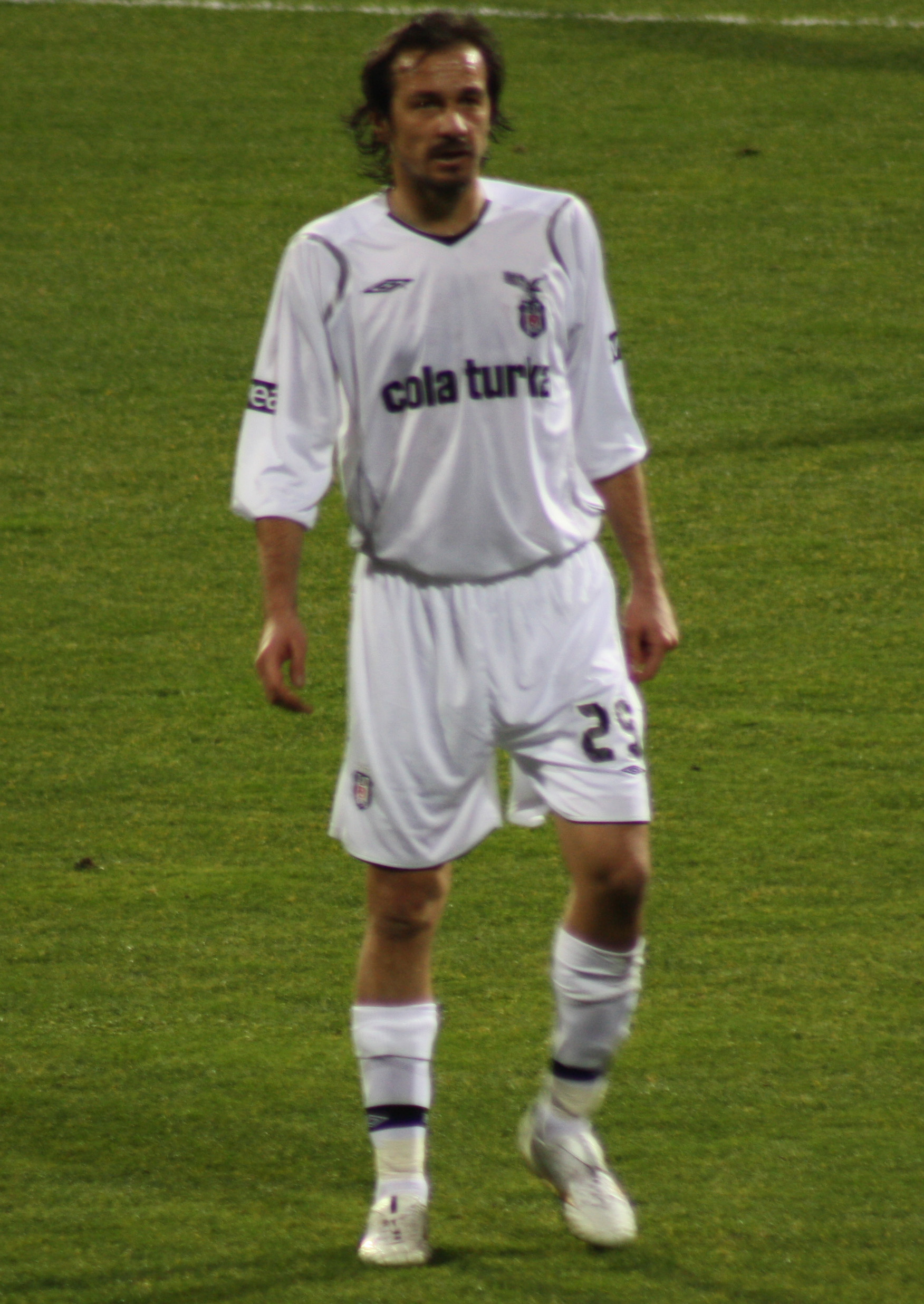
Yusuf Şimşek

## Trainer
| - Altan Santepe (1966–69) - Kadri Aytaç (1969–70) - Doğan Emültay (1970–72) - İnanç Toker (1972–73) - İsmail Kurt (1973–74) - Melih Garipler (1974–75) - Seracettin Kırklar (1975–76) - İnanç Toker (1976–77) - Şükrü Ersoy (1977–78) - Melih Garipler (1978–79) - Mustafa Özkula (1979–81) - Refik Özvardar (1981–82) - Halil Güngördü (1982) - Doğan Andaç (1982–83) - Nevzat Güzelırmak (1983–85) - Ilie Datcu (1985) - Özkan Sümer (1985–86) - Nihat Atmaca (1986–87) - Zeynel Soyuer (1987–88) - Fethi Demircan (1988–89) - Nihat Atacan (1989–90) - Bülent Ünder (1990–91) | - Behzat Çınar (1991) - Melih Garipler (1991–92) - İlker Küçük (1992–93) - Gündüz Tekin Onay (1992–93) - Ömer Kaner (1993–94) - Ümit Kayıhan (1994–96) - Milorad Mitrović (1996) - Ersun Yanal (1996) - Behzat Çınar (1996) - Melih Garipler (1996–97) - Raşit Çetiner (1997–98) - Ersun Yanal (1998–2000) - Tevfik Lav (2000) - Yılmaz Vural (2000–01) - Sakıp Özberk (2001) - Rıza Çalımbay (2001–03) - Giray Bulak (2003–05) - Nurullah Sağlam (2006) - Faruk Hadžibegić (2006) - Güvenç Kurtar (2006–08) - Ali Yalçın (2008) - Ümit Kayıhan (2008–09) | - Mesut Bakkal (2009) - Erhan Altın (2009) - Nurullah Sağlam (2009) - Hakan Kutlu (2009–10) - Hamza Hamzaoğlu (2010–11) - Serhat Güller (2011) - Güvenç Kurtar (2011) - Osman Özköylü (2011–12) - Engin İpekoğlu (2012) - Selahattin Dervent (2012–13) - Özcan Bizati (2013) - Serdar Dayat (2013) - Yusuf Şimşek (2013) - Özcan Bizati (2013–15) - Engin İpekoğlu (2015) - Mehmet Altıparmak (2015) - Ali Yalçın (2015–16) - Koray Palaz (2016) - Selahattin Dervent (2016) - Ali Tandoğan (2016–2017) - Yusuf Şimşek (2017) - Reha Erginer (2017–2018) | - Fatih Tekke (2018) - Osman Özköylü (2018) - Yücel İldiz (2018–2019) - Mehmet Özdilek (2019–2020) - Bülent Uygun (2020) - Robert Prosinečki (2020) - Yalçın Koşukavak (2020–2021) - Hakan Kutlu (2021) - Ali Tandoğan (2021) - Serhat Gülpınar (2021) - Fatih Tekke (2021–2022) - Mesut Bakkal (2022) - Giray Bulak (2022–2023) - Kemal Kılıç (2023) - Bülent Ertuğrul (2023) - Özcan Bizati (2023–2024) - Çağdaş Mavioğlu (2024) - Ali Yalçın (2024–2025) - Kürşat Taş (2025–) |

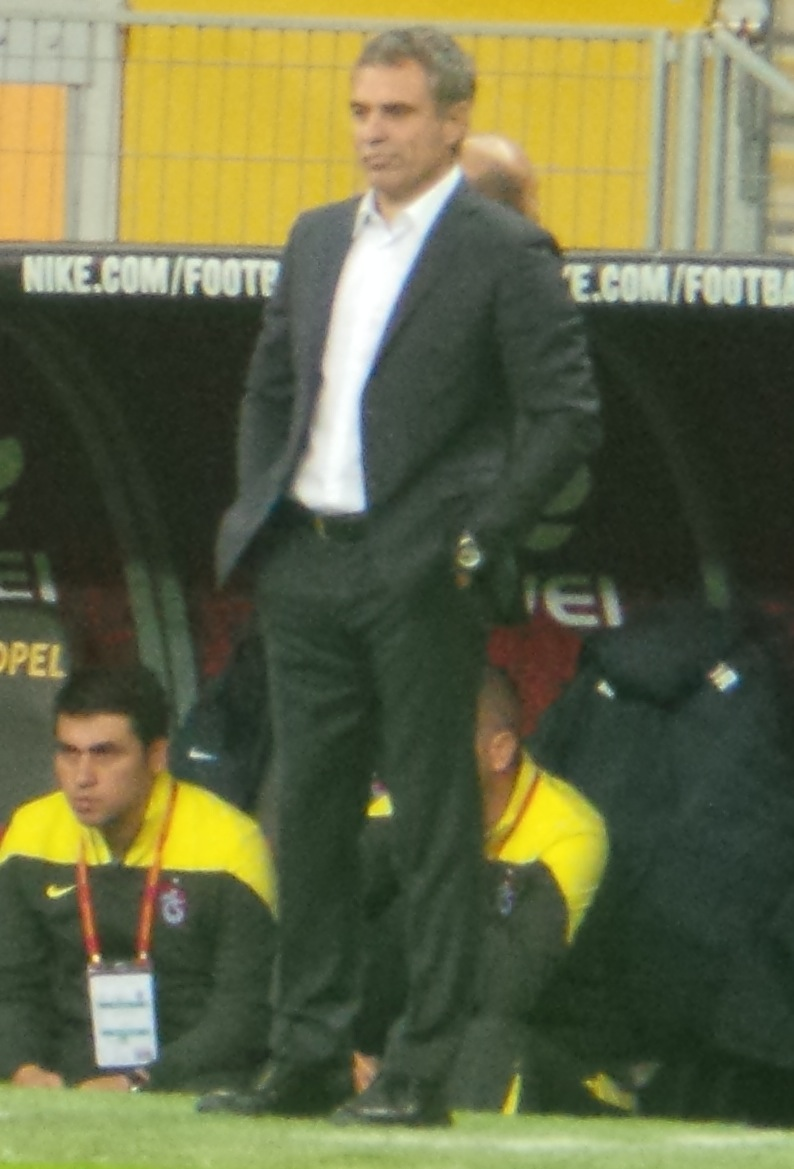
Ersun Yanal
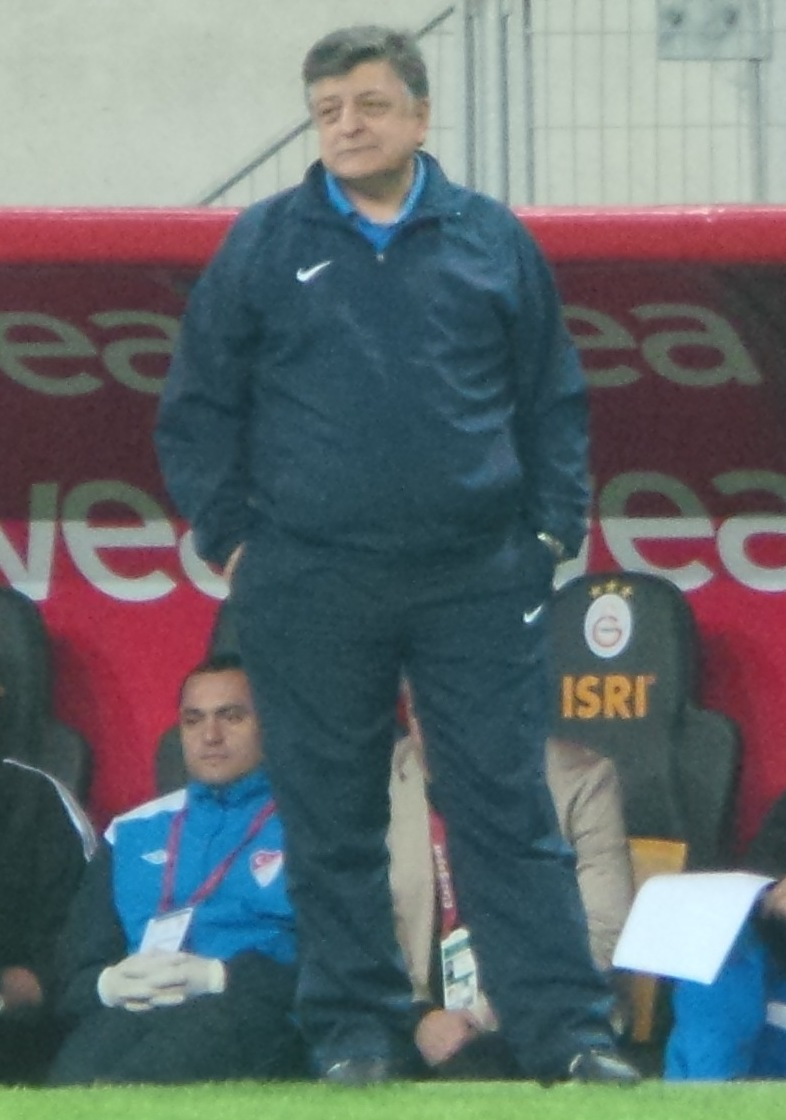
Yılmaz Vural
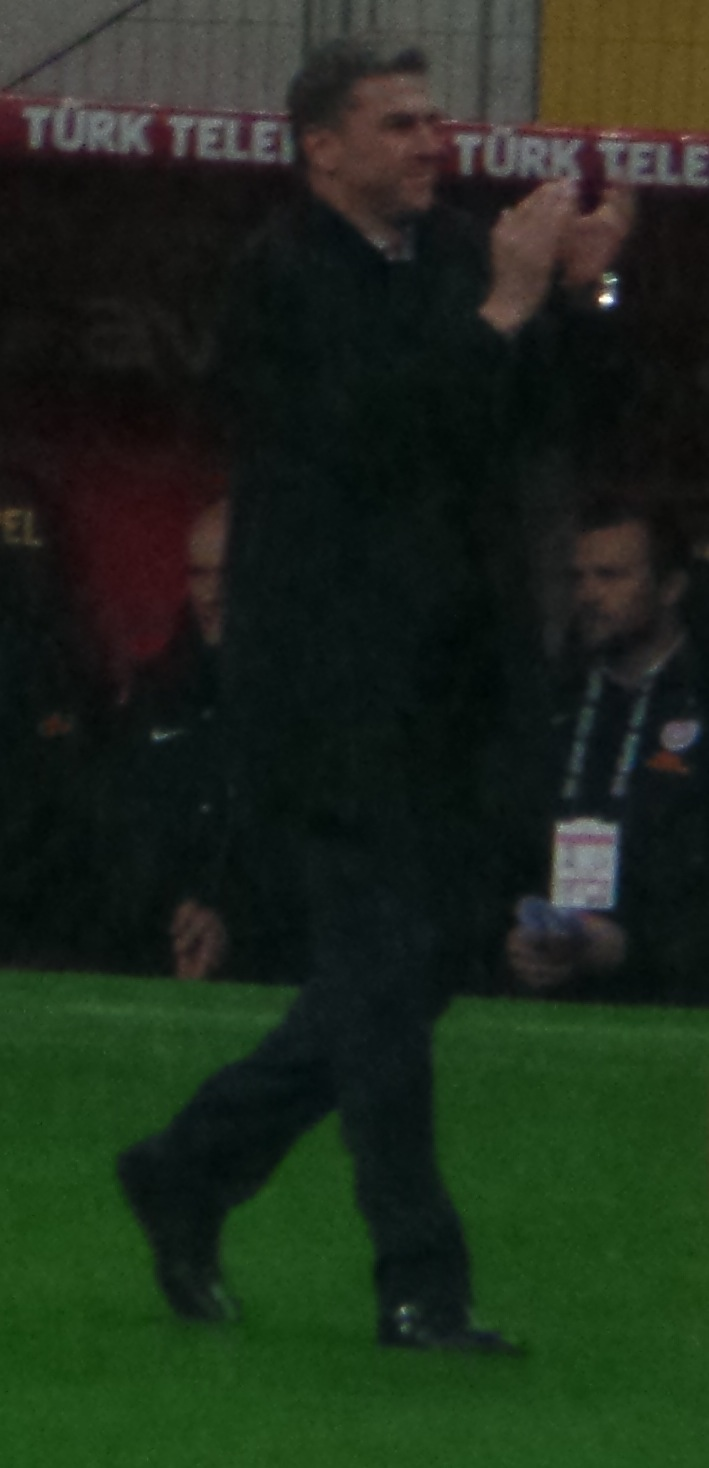
Hamza Hamzaoğlu
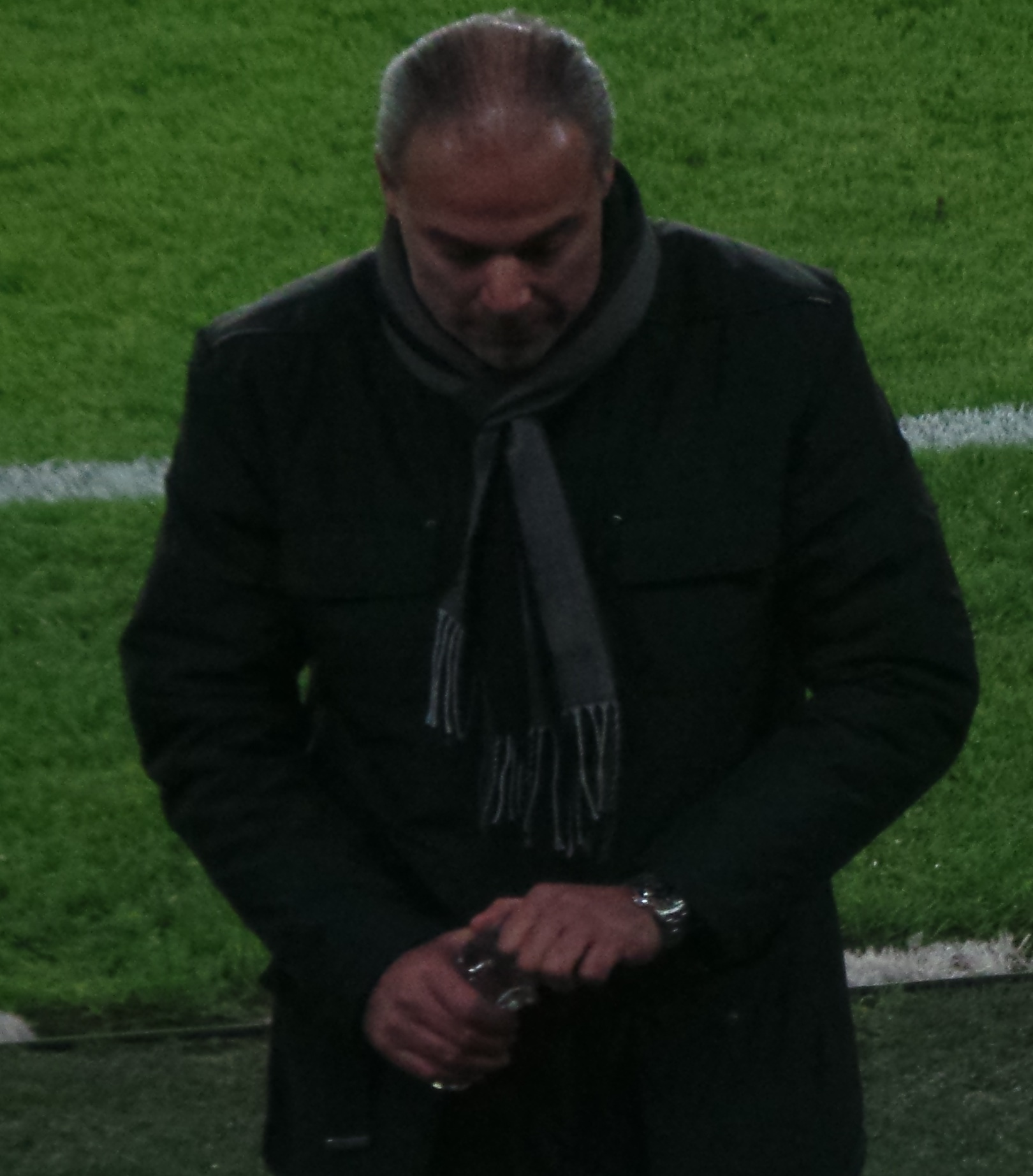
Engin İpekoğlu
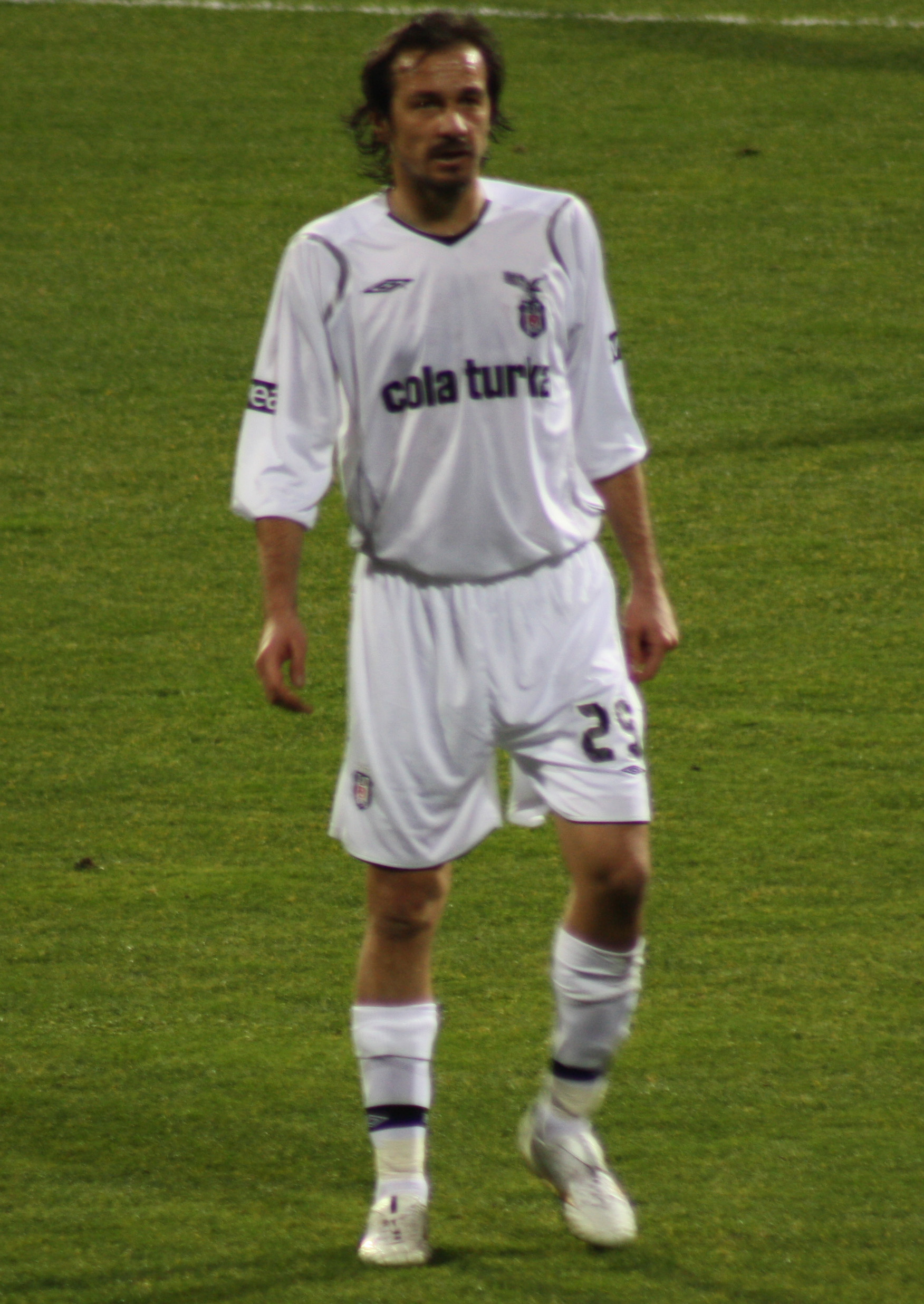
Yusuf Şimşek
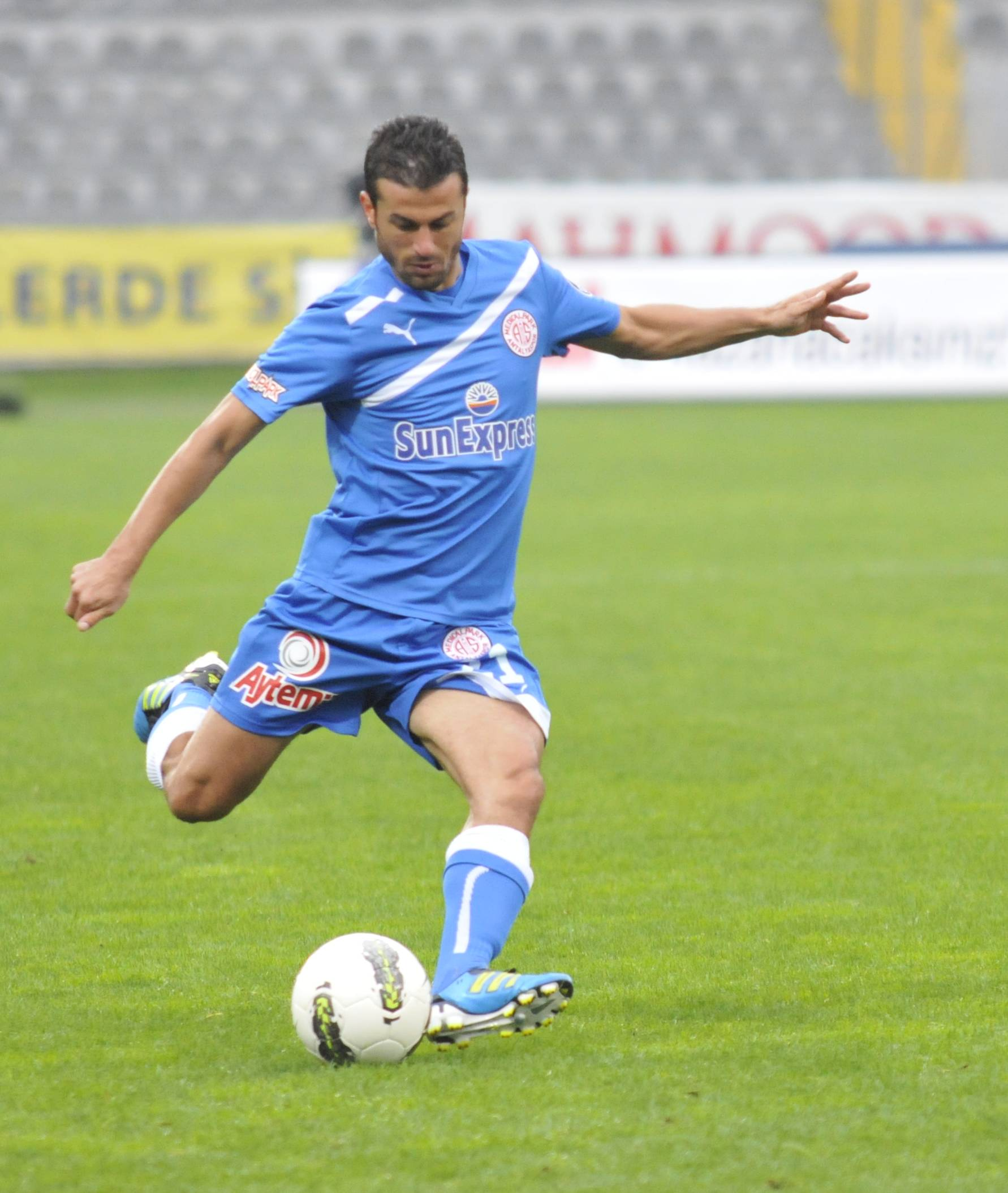
Ali Tandoğan
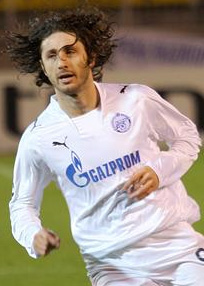
Fatih Tekke
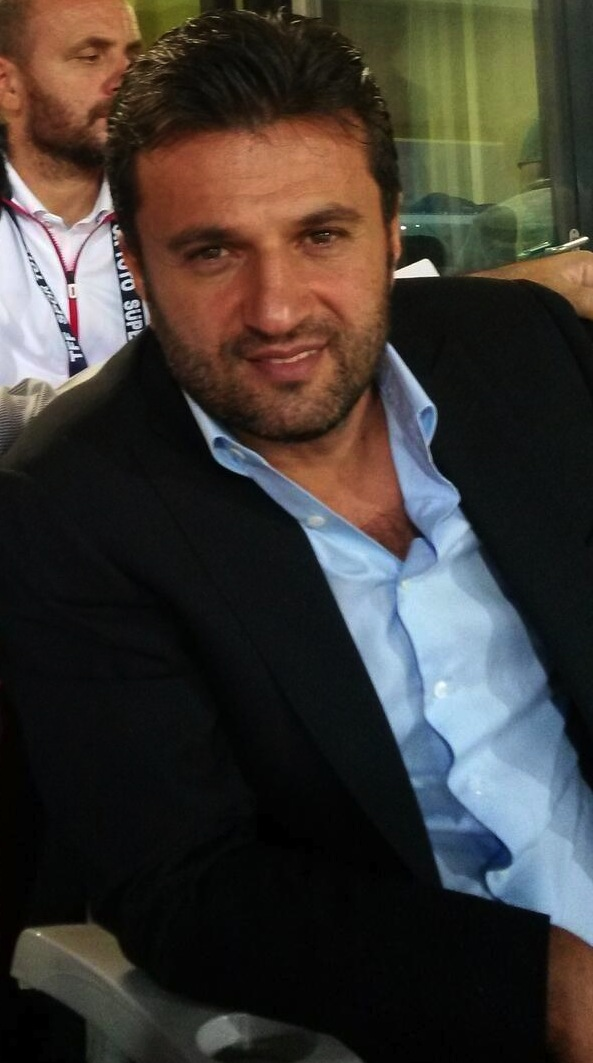
Bülent Uygun
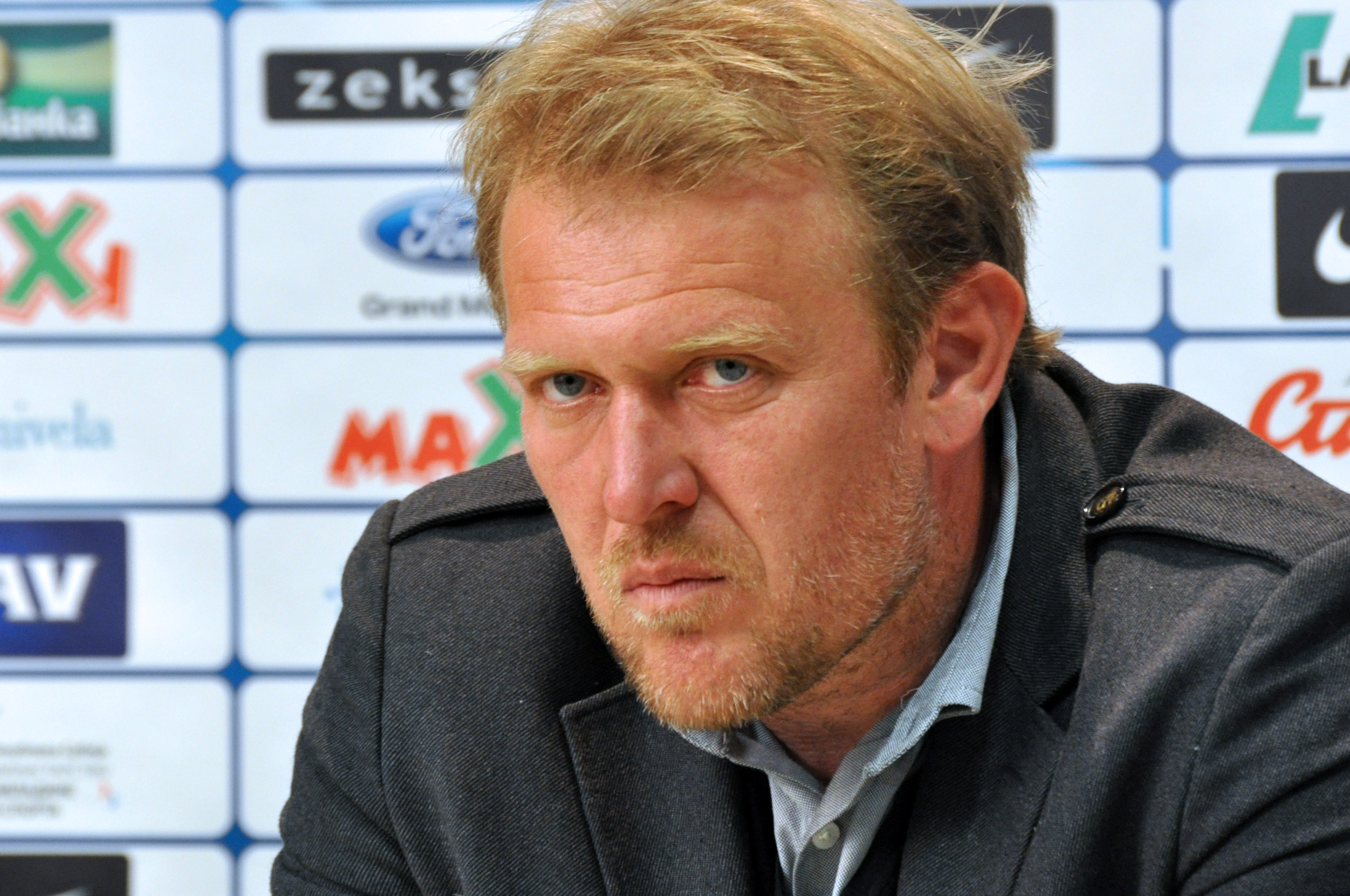
Robert Prosinečki

## Präsidenten
| - Dr. Samim Gök (1966–67) - Ahmet Bahan (1967–68) - Turan Bahadır (1968–69) - Halil Narin (1969–70) - Ali Dartanel (1970) - İhsan Ölçer (1970–71) - Halil Narin (1971–72) - Ali Dartanel (1972–73) - İhsan Ölçer (1973) - Necati Dalaman (1973–74) - Hasan Gönüllü (1974–75) - Mehmet Sevil (1975–76) - İhsan Ölçer (1976–77) - Kemal Bağbaşlıoglu (1977–78) - Necati Dalaman (1978) | - Samim Gök (1978–79) - Nail Yıldız (1979–80) - Necati Dalaman (1980) - Nail Yıldız (1980–81) - Mehmet Eskicioğlu (1981) - Ahmet Dartar (1982–83) - Ali Dartanel (1983) - Ahmet Dartar (1984–87) - Ali Baysal (1987–89) - Ali İpek (1989–91) - Ahmet Dartar (1991–93) - Ali Marım (1993–99) - Selami Urhan (1999–01) - Mustafa Baysal (2001–03) - Zafer Katrancı (2003–05) | - Ali İpek (2006–10) - Mehmet Özsoy (2010) - Salih Amiroğlu (2011) - Hasan Kıbrıslıoğlu (2011) - Yurdal Duman (2012) - Süleyman Urkay (2012–13) - Mehmet Özsoy (2013–14) - Hasan Kıbrıslıoğlu (2014–15) - Mustafa Şavluk (2015–16) - Süleyman Urkay (2016–17) - Mustafa Üstek (2017–18) - Ali Çetin (2018–2021) - Mehmet Uz (2021- ) |

## Abteilungen
Neben der Fußballabteilung unterhält Denizlispor folgende Abteilungen:
- Basketball
- Eiskunstlauf
- Leichtathletik
- Schach
- Schwimmsport
- Tischtennis
- Volleyball